# Sierra de Tragacete
Sierra de Tragacete är en bergskedja i Spanien.   Den ligger i provinsen Provincia de Cuenca och regionen Kastilien-La Mancha, i den centrala delen av landet, 150 km öster om huvudstaden Madrid.